# Rättshaverist
En rättshaverist är en person hemfallen åt rättshaveri vilket enligt Svenska Akademiens ordlista är en "person som påstridigt hävdar sin rätt". Ordet är pejorativt, det vill säga nedsättande och kan användas godtyckligt i flera vardagssammanhang. I sin ursprungliga, vidare, bemärkelse betecknar ordet en person som har ett begär att alltid ha rätt (jämför besserwisser) och det rättshaveristiska beteendet finns inneboende i oss alla och kan aktiveras vid en rad olika omständigheter och situationer. Mer yrkesmässigt används ordet emellertid ofta om personer som envetet hävdar sin rätt, i juridisk bemärkelse. Det kommer från tyska rechthaberei och har där inte alls lika negativ klang som i Sverige . 

## Etymologi
Rättshaverist för att beskriva en person är belagt från 1918, men faller tillbaka på rättshaveri som är belagt i svenskan från 1852. Det senare är ett inlån från tyskans Rechthaberei med betydelsen "att mena sig ha rätt". Efterledet -haveri är en nominalisering av hava; liksom tyskans -haberei kommer av haben. Från 1917 är rättshavare belagt i svenskan, vilket även har motsvarigheter i tyskans Rechthaber och danskans rethaver. Men för att kunna anknyta bättre till det mer kända grundordet rättshaveri började en del att omtala personer som rättshaverister, vilket idag är det vanliga.
Efterledets homonym – det vill säga haveri i en betydelse närmare olycka – gör det lätt att associera fel. De ofrånkomliga associationerna understryker dock beteendets självdestruktiva karaktär.

## Definitioner av begreppet rättshaverist
I "Botaniska utflygter" (1-3. 2 uppl. 1. Ups.-Sthm 1843-1864. 2 uppl. 1853), citerat i Svenska Akademiens ordbok, definieras "rätthaveri" som:
1. (pedantiskt) begär att (alltid) ha eller få rätt;
2. benägenhet att envist och påstridigt hävda och fasthålla vid en viss ståndpunkt och anse denna vara den enda rätta eller
3. att envist även också påstridigt hävda sin rätt även ifråga om obetydligheter;
4. stundom övergående i beteende: Ofördragsamhet, trångsynthet;
5. även konkretare, om handling eller uppträdande som vittnar om sådant begär eller sådan benägenhet.

Psykoterapeuten Jakob Carlander ger följande igenkänningstecken:
1. personen anser att den är offer för en myndighet som missbrukar sin makt
2. ser inte sin egen roll i konflkten
3. personen är påstridig och kan hota med anmälan till andra myndigheter, polis, domstol eller att kontakta medier.
4. personen skickar flera mejl eller brev och dessa skickas med kopior till flera
5. personen skriver gärna med fet stil och i versaler.
6. ofta använder personen ett juridiskt språk, men den kan också använda starka metaforer.
7. personen spelar gärna in samtalen
8. personer med rättshaveristiskt beteende söker gärna upp andra med liknande erfarenheter. De kan anmäla sig som ombud för andra om deras eget ärende inte längre är aktuellt. [5]
9. personen begär ut stora mängder handlingar och ställer detaljerade frågor kring dem.[6]

Carlander påpekar att det inte är ett rättshaveristiskt beteende i sig att till exempel överklaga ett beslut, utan att det handlar om intensiteten i agerandet.
Brottsförebyggande rådets rapport Otillåten påverkan mot myndighetspersoner anger också att rättshaverister begär ut handlingar, till exempel handläggarens CV.

## Bemötande av rättshaverister
Malmö stad skriver i sin handbok för sociala medier om att bland annat tydlighet, lågaffektivt bemötande, dokumentation och acceptans som viktiga faktorer i bemötandet. De rekommenderar också att man tar stöd av andra. Näthatshjälpen och Jakob Carlander ger liknande råd.

## Psykisk ohälsa och rättshaveri
Enligt Susanne Bejerot, svensk psykiater och styrelseledamot i Nils Bejerots Minnesfond, är rättshaveri vanligt inom aspergergruppen, något hon menar kan förklaras av en "personlighet präglad av bristande sunt förnuft, pedantiskt regeltänkande, uttalad envishet och verbal begåvning. Inte sällan vinner de processerna." I en kommentar till Bejerots åsikter om aspergergruppen menade barnpsykiatern Gunnar Höst att de "leder tanken till äldre tiders typ- och temperamentslära". Det vill säga, påminner om Cesare Lombroso teorier att en persons karaktär kan bestämmas utifrån kroppsliga särdrag - utan att hänsyn behöver tas till exempelvis sociala faktorer.
Personer med rättshaveristiskt beteende kallas ibland inom psykiatrin kverulansparanoiker eller processparanoiker.

## Ett alternativt synsätt
Ett uttryck på engelskan som ungefärligen motsvarar "rättshaveri" är litigious. Detta ord betyder dock snarare motvilja till uppgörelse i godo; juridisk aggressivitet. På svenska talade man förr om "processare", folk som gärna processade, det vill säga tog sina konflikter till rätten. I ett föredrag vid International Conference of Law and Mental Health i Padua 2007 lanserade professor Christian Diesen begreppet justice obsession syndrome som en engelsk beteckning på fenomenet.